# Neil (Vorname)
Neil bzw. Neal ist ein männlicher Vorname, abgeleitet vom gälischen Namen Niall,
dessen Bedeutung ‚Meister‘, ‚Sieger‘, ‚Kämpfer‘, aber auch ‚Wolke‘ ist.

## Namensträger

### A
- Neil Abercrombie (* 1938), US-amerikanischer Politiker
- Neil Adams (* 1958), englischer Judoka
- Neil Adams (* 1965), englischer Fußballspieler
- Neil Alberico (* 1992), US-amerikanischer Automobilrennfahrer
- Neil Alexander (* 1978), schottischer Fußballtorhüter
- Neil L. Andersen (* 1951), Apostel der Kirche Jesu Christi der Heiligen der Letzten Tage
- Neil Anderson (1927–2010), neuseeländischer Vizeadmiral
- Neil Ardley (1937–2004), britischer Jazzpianist und Komponist
- Neil Armstrong (1930–2012), US-amerikanischer Testpilot und Astronaut
- Neil Armstrong (1932–2020), kanadischer Eishockey-Schiedsrichter
- Neil Arnott (1788–1874), schottischer Arzt
- Neil Arthur (* 1958), britischer Singer-Songwriter
- Neil Ashcroft (1938–2021), britischer Festkörperphysiker
- Neil Aspinall (1941–2008), britischer Roadmanager, Assistent der Beatles

### B
- Neil Baldwin (* 1945/1946), britischer Ehrenabsolvent der Keele University
- Neil Banfield (* 1962), englischer Fußballspieler und -trainer
- Neil Bartlett (1932–2008), britisch-US-amerikanischer Chemiker
- Neil Bibby (* 1983), schottischer Politiker
- Neil Bissoondath (* 1955), kanadischer Autor
- Neil Blaney (1922–1995), irischer Politiker
- Neil Bogart (1943–1982), US-amerikanischer Manager und Plattenfirmenchef
- Neil Borwick (* 1967), australischer Tennisspieler
- Neil Broad (* 1966), britischer Tennisspieler
- Neil Brown (* 1940), australischer Autor, Rechtsanwalt und Politiker
- Neil Brown Jr. (* 1980), US-amerikanischer Schauspieler
- Neil Bruce († 1306), schottischer Rebell
- Neil Buchanan (* 1961), britischer Fernsehmoderator, Maler und Rockmusiker
- Neil Burger (* 1963), US-amerikanischer Regisseur und Drehbuchautor
- Neil Bush (* 1955), Sohn von US-Präsident George H. W. Bush

### C
- Neil Cameron (1920–1985), britischer Militär und Politiker
- Neil Campbell († um 1315), schottischer Adliger
- Neil Campbell (1776–1827), britischer Kolonialgouverneur
- Neil A. Campbell (1946–2004), US-amerikanischer Biologe und Hochschullehrer
- Neil Canton (* 1948), US-amerikanischer Filmproduzent
- Neil Castles (1934–2022), US-amerikanischer Automobilrennfahrer
- Neil Cavuto (* 1958), US-amerikanischer Fernsehmoderator und -kommentator
- Neil Chayet (1939–2017), US-amerikanischer Rechtsanwalt
- Neil Cicierega (* 1986), US-amerikanischer Komiker, Webvideoproduzent, Musiker und Internetkünstler
- Neil Clement (* 1978), englischer Fußballspieler
- Neil Coles (* 1934), englischer Golfer
- Neil Colville (1914–1987), kanadischer Eishockeyspieler und -trainer
- Neil Connery (1938–2021), britischer Schauspieler
- Neil Corbould (* 1962), britischer VFX Supervisor
- Neil Cottrill (* 1971), englischer Badmintonspieler
- Neil Cowley (* 1972), britischer Jazzmusiker
- Neil Crang (1949–2020), australischer Autorennfahrer
- Neil Cross (* 1969), britischer Autor und Drehbuchautor
- Neil Cunningham (1962–2016), neuseeländischer Autorennfahrer und Stuntman
- Neil Curtis (* 1971), österreichischer Medienkünstler, Body Paint Artist, Fotograf und Grafiker
- Neil Cusack (* 1951), irischer Langstreckenläufer

### D
- Neil Davidge (* 1962), britischer Komponist und Musikproduzent
- Neil Davidson, Baron Davidson of Glen Clova (* 1950), schottischer Jurist, Generalanwalt für Schottland und Mitglied des Oberhauses
- Neil Dawson (* 1948), neuseeländischer Bildhauer
- Neil Diamond (* 1941), US-amerikanischer Sänger und Songwriter

### E
- Neil Etheridge (* 1990), englisch-philippinischer Fußballtorhüter

### F
- Neil Finn (* 1958), neuseeländischer Rockmusiker
- Neil Flynn (* 1960), US-amerikanischer Schauspieler
- Neil Franklin (1922–1996), englischer Fußballspieler
- Neil Fraser, bekannt als Mad Professor (* 1955), jamaikanischer Musikproduzent

### G
- Neil Gaiman (* 1960), britischer Autor, Comicautor und Drehbuchautor
- Neil Gershenfeld (* 1959), US-amerikanischer Physiker und Informatiker
- Neil Giraldo (* 1955), US-amerikanischer Gitarrist und Songschreiber

### H
- Neil Patrick Harris (* 1973), US-amerikanischer Schauspieler
- Neil Hodgson (* 1973), britischer Motorradrennfahrer

### I
- Neil Innes (1944–2019), englischer Musiker und Komponist

### J
- Neil Johnston (1929–1978), US-amerikanischer Basketballspieler
- Neil R. Jones (1909–1988), US-amerikanischer Science-Fiction-Autor
- Neil Jordan (* 1950), irischer Filmregisseur, Drehbuchautor, Produzent und Schriftsteller

### K
- Neil Kilkenny (* 1985), australischer Fußballspieler
- Neil Kinnock (* 1942), britischer Politiker
- Neil Krepela (* 1947), US-amerikanischer Spezialeffektkünstler und Kameramann

### L
- Neil LaBute (* 1963), US-amerikanischer Regisseur, Autor und Dramatiker
- Neil Lennon (* 1971), nordirischer Fußballspieler
- Neil Leonard (1927–2012), US-amerikanischer Autor und Hochschullehrer

### M
- Neil Marshall (* 1970), britischer Regisseur
- Neil Marten (1916–1986), britischer Politiker
- Neil McAdam (* 1957), schottischer Fußballspieler
- Neil Meron (* 1955), US-amerikanischer Filmproduzent

### N
- Neil Nugent (1926–2018), britischer Hockeyspieler

### O
- Neil Oatley (* 1954), britischer Ingenieur

### P
- Neil Peart (1952–2020), kanadischer Texter und Schlagzeuger
- Neil Postman (1931–2003), US-amerikanischer Medienwissenschaftler

### R
- Neil Rimer (* 1963), kanadischer Gründungspartner bei Index Ventures sowie Co-Vorsitzender des Board of Directors von Human Rights Watch
- Neil Ritchie (1897–1983), britischer General
- Neil Robertson (* 1938), US-amerikanischer Mathematiker
- Neil Robertson (* 1982), australischer Snookerspieler

### S
- Neil Sedaka (* 1939), US-amerikanischer Sänger und Songschreiber
- Neil Sheehan (1936–2021), US-amerikanischer Journalist und Buchautor
- Neil Shicoff (* 1949), US-amerikanischer Sänger (Tenor)
- Neil Asher Silberman (* 1950), US-amerikanischer Archäologe und Historiker
- Neil J. Smelser (1930–2017), US-amerikanischer Soziologe
- Neil Smit (* 1960), US-amerikanischer Geschäftsmann
- Neil Smith (* 1939), britischer Linguist
- Neil Smith (1954–2012), britisch-US-amerikanischer Geograph und Anthropologe
- Neil Smith (* 1964), kanadischer Schriftsteller
- Neil Asher Silberman (* 1950), US-amerikanischer Archäologe
- Neil Simon (1927–2018), US-amerikanischer Dramatiker und Drehbuchautor
- Neil Slaven  (1943/44–2023), britischer Musikproduzent, Autor und Diskograf
- Neil J. Smelser (1930–2017), US-amerikanischer Soziologe
- Neil Strauss (* 1969), US-amerikanischer Journalist und Autor
- Neil Stubenhaus (* 1953), US-amerikanischer Musiker

### T
- Neil Tennant (* 1954), britischer Musiker (Pet Shop Boys)
- Neil Turok (* 1958), südafrikanischer Theoretischer Physiker und Astrophysiker
- Neil deGrasse Tyson (* 5. Oktober), US-amerikanischer Astrophysiker

### W
- Neil Walker (* 1976), US-amerikanischer Schwimmer
- Neil Walker (* 1985), US-amerikanischer Baseballspieler
- Neil Warnock (* 1948), Fußballtrainer und -spieler
- Neil Webb (* 1963), englischer Fußballspieler

### Y
- Neil Young (* 1945), kanadischer Rockmusiker

### Z
- Neil Zaza, US-amerikanischer Gitarrist

## FormNeal
- Neal Adams (1941–2022), US-amerikanischer Comic-Zeichner
- Neal Ascherson (* 1932), schottischer Journalist und Schriftsteller
- Neal Asher (* 1961), britischer Science-Fiction-Autor
- Neal Banerjee, kanadischer Opernsänger (Tenor), Cellist, Komponist und Dirigent
- Neal Barrett jr. (1929–2014), US-amerikanischer Science-Fiction-Autor
- Neal Blewett (* 1933), australischer Politiker
- Neal Broten (* 1959), US-amerikanischer Eishockeyspieler
- Neal Cassady (1926–1968), US-amerikanischer Beatnik
- Neal Eardley (* 1988), walisischer Fußballspieler
- Neal Foulds (* 1963), englischer Snookerspieler
- Neal Fredericks (1969–2004), US-amerikanischer Kameramann und Produzent
- Neal Hefti (1922–2008), US-amerikanischer Jazzmusiker
- Neal Jones (1922–2005), US-amerikanischer Country-Musiker
- Neal Katyal (* 1970), US-amerikanischer Jurist
- Neal Kirkwood (* ≈1955), US-amerikanischer Jazzmusiker
- Neal Koblitz (* 1948), US-amerikanischer Mathematiker
- Neal A. Maxwell (1926–2004), Apostel der Kirche Jesu Christi der Heiligen der Letzten Tage
- Neal McCoy (* 1963), US-amerikanischer Country-Sänger
- Neal McDonough (* 1966), US-amerikanischer Schauspieler
- Neal Miner (* 1970), US-amerikanischer Jazzmusiker
- Neal H. Moritz (* 1959), US-amerikanischer Filmproduzent
- Neal Morse (* 1960), US-amerikanischer Rockmusiker
- Neal R. Norrick (* 1948), US-amerikanischer Linguist
- Neal Pionk (* 1995), US-amerikanischer Eishockeyspieler
- Neal Purvis (* 1961), britischer Drehbuchautor, siehe Neal Purvis und Robert Wade
- Neal Scanlan (* 1961), britischer Maskenbildner und Spezialeffektkünstler
- Neal Schon (* 1954), US-amerikanischer Gitarrist
- Neal Edward Smith (1920–2021), US-amerikanischer Politiker
- Neal Stephenson (* 1959), US-amerikanischer Science-Fiction-Autor
- Neal Sugarman, US-amerikanischer Saxofonist, Bandleader, Songwriter und Labelbetreiber
- Neal Ulevich (* 1948), US-amerikanischer Fotograf und Kriegsberichterstatter
- Neal S. Wolin, US-amerikanischer Jurist und Politiker

## FormNeale
- Neale Fraser AO (1933–2024), australischer Tennisspieler
- Neale Marmon (* 1961), englischer Fußballspieler und -trainer
- Neale Richmond (* 1985), irischer Politiker (FG)
- Neale Donald Walsch (* 1943), US-amerikanischer Autor spiritueller Bücher